# Gutenborn
Gutenborn är en kommun i Burgenlandkreis i förbundslandet Sachsen-Anhalt i Tyskland.
Kommunen bildades den 1 januari 2010 genom en sammanslagning av de tidigare kommunerna Bergisdorf, Droßdorf, Heuckewalde och Schellbach.
Kommunen ingår i förvaltningsgemenskapen Droyßiger-Zeitzer Forst tillsammans med kommunerna Droyßig, Kretzschau, Schnaudertal och Wetterzeube.